# Martin Bormann
Martin Ludwig Bormann (Wegeleben, 17 de junho de 1900 — Berlim, 2 de maio de 1945) foi um destacado oficial durante a Alemanha Nazi, chefe da Parteikanzlei (Chancelaria do Partido Nazista). Acumulou um poder muito significativo no Terceiro Reich ao usar a sua posição de secretário privado de Adolf Hitler para controlar o fluxo de informação e acesso ao Führer.
Bormann entrou para a organização paramilitar Freikorps em 1922, enquanto trabalhava como administrador de uma grande propriedade. Esteve preso durante um ano por cumplicidade com o seu amigo Rudolf Höss (mais tarde comandante do campo de concentração de Auschwitz) na morte de Walther Kadow. Bormann entrou para o Partido Nazi em 1927 e para as Schutzstaffel (SS) em 1937. Inicialmente, trabalhou no serviço de seguros do partido, sendo depois transferido em julho de 1933 para o escritório do Delegado do Führer Rudolf Hess, onde foi chefe de pessoal.
Bormann usou a sua posição para criar uma extensa burocracia e envolver-se o mais possível nos processos de decisão. Consegue ser aceito no círculo privado de Hitler, acompanhando-o para todo o lado, fornecendo-lhe relatórios e notas de acontecimentos e solicitações. Bormann começou a servir de secretário pessoal de Hitler em 1935, um cargo para o qual foi oficialmente nomeado em 1943. Depois do voo de Hess para o Reino Unido em 10 de Maio de 1941 para tentar a paz pela via da negociação com o governo britânico, Bormann assumiu as funções de Hess, com o título de Chefe do Parteikanzlei (Chancelaria do Partido Nazi). Tinha o poder de aprovação final das nomeações do serviço civil, tal como da revisão e aprovação de legislação e, em 1943, tinha o controlo de facto sobre todos os assuntos internos. Bormann foi um dos principais proponentes da perseguição às igrejas cristãs e era a favor do tratamento repressivo dos judeus e dos eslavos nas regiões conquistadas pela Alemanha durante a Segunda Guerra Mundial.
Bormann regressou ao Führerbunker com Hitler, em Berlim, em 16 de janeiro de 1945, pois o Exército Vermelho aproximava-se da cidade. Depois do suicídio de Hitler, Bormann e outros tentaram fugir de Berlim no dia 2 de maio para evitarem ser apanhados pelos soviéticos. Bormann ter-se-ia suicidado numa ponte perto de  da estação de Lehrter. O corpo foi enterrado ali perto em 8 de maio de 1945, mas não foi encontrado até 1972. Bormann foi julgado in absentia pelo Tribunal Militar Internacional nos Julgamentos de Nuremberga de 1945 e 1946. Foi condenado à morte por enforcamento por crimes de guerra e crimes contra a humanidade.

## Primeiros anos
Martin Bormann nasceu em Wegeleben (atualmente na região de Saxônia-Anhalt), Reino da Prússia. Bormann era filho de Theodor Bormann (1862–1903), funcionário dos correios, e da sua segunda esposa, Antonie Bernhardine Mennong. A família seguia o luteranismo. Tinha dois meio-irmãos (Else e Walter Bormann) do anterior casamento do seu pai com Louise Grobler, que morreu em 1898. Antonie Bormann deu à luz três filhos: Theodor morreu quando Martin tinha três anos; Martin (nascido em 1900) e Albert (nascido em 1902).
Bormann estudou numa escola superior de agricultura e interrompeu os seus estudos quando entrou para o 55.º Regimento de Artilharia Terrestre, como artilheiro, em junho de 1918, nos últimos dias da Primeira Guerra Mundial. Bormann nunca chegou a entrar em ação, mas prestou serviço militar num quartel até Fevereiro de 1919. Depois de trabalhar por pouco tempo num moinho de alimentação de gado, Bormann tornou-se administrador de uma quinta de grande dimensão em Mecklenburg. Pouco depois de ter começado a trabalhar na propriedade, Bormann juntou-se a uma associação de proprietários anti-semita. Ao mesmo tempo que a hiperinflação na República de Weimar significava que o dinheiro estava desprovido de valor, a comida armazenada nas quintas e propriedades via aumentado o seu valor. Muitas propriedades, incluindo a de Bormann, tinha unidades de Freikorps a guardar o local e os armazéns de pilhagens. Em 1922, Bormann entrou para o Freikorps liderado por Gerhard Roßbach, como líder de secção e tesoureiro.
No dia 17 de março de 1924, Bormann foi condenado a passar um ano na Prisão de Elisabethstrasse por ter sido cúmplice do seu amigo Rudolf Höss no assassinato de Walther Kadow. Os dois homens acreditavam que Kadow tinha ido dizer às autoridades francesas que ocupavam o distrito do Ruhr, que o membro do Freikorps Albert Leo Schlageter, estava a realizar operações de sabotagem contra as indústrias francesas. Schlageter foi detido e executado em 23 de maio de 1923. Na noite de 31 de maio, Höss, Bormann e outros levaram Kadow para uma floresta fora da cidade, onde foi espancado e morto. Após a confissão de um dos participantes no crime, a polícia desenterrou o corpo e apresentou queixa em Julho. Bormann foi libertado da prisão em fevereiro de 1925. Juntou-se à Frontbann, uma organização para-militar de curta duração do NSDAP, criada para substituir a Sturmabteilung (SA), que tinha sido dissolvida no rescaldo do fracassado golpe de Estado de Munique em 9 de novembro de 1923. Bormann regressou ao seu trabalho em Mecklenburg, ficando até maio de 1926, mudando-se, depois, com a sua mãe para Oberweimar.

## Carreira no Partido Nazi
Em 1927, Bormann entrou para o Partido Nacional-Socialista dos Trabalhadores Alemães (NSDAP). O seu número de membro era o 60 508. No dia 1 de janeiro de 1937, juntou-se às Schutzstaffel (SS), sendo o número 278 267. Por ordem especial de Heinrich Himmler em 1938, foi atribuído o número 555 das SS a Bormann para espelhar o seu estatuto de Alter Kämpfer (Antigo Combatente).

### Início de Carreira
Bormann começou a trabalhar no jornal semanal Der Nationalsozialist, editado  pelo membro do NSDAP Hans Severus Ziegler, Gauleiter (líder de partido) pela Turíngia. Depois de entrar para o NSDAP em 1927, Bormann começou a trabalhar como oficial regional de imprensa, mas a sua falta de capacidade de falar em público dificultou-lhe a sua vida profissional. Em vez disso, decidiu aplicar as suas capacidades para gerir os negócios da Gau (região). Em outubro de 1938, foi para Munique onde trabalhou no escritório de seguros das SA. De início, o NSDAP fornecia seguros, através de companhias seguradoras, aos membros que eram feridos ou mortos nas escaramuças com outros membros de outros partidos políticos. À medida que as companhias de seguros começaram a ter dificuldades em pagar os incidentes, em 1930 Bormann criou o Hilfskasse der NSDAP (Fundo Auxiliar do NSDAP), um fundo de benefícios directamente gerido pelo partido. Cada membro tinha de pagar uma quota e poderia receber uma compensação por ferimentos sofridos enquanto prestava serviços para o partido. Os pagamentos fora do fundo tinham de ser aprovados por Bormann. Ele começou a ganhar a reputação de ser um especialista em finanças, e muitos membros do partido passaram em ficar em dívida para com Bormann por este lhes ter pago do fundo. A acrescentar à função principal do fundo, este era por vezes usado para financiamento do NSDAP que, habitualmente, tinha poucos meios financeiros naquela altura. Depois do sucesso do NSDAP nas eleições geris de 1930, onde alcançou 107 lugares, os membros do partido aumentaram exponencialmente. Por volta de 1932, o fundo recebia três milhões de Reichsmark por ano.
Bormann também trabalhou nos quadros das SA entre 1928 e 1930, e, enquanto lá, fundou o Corpo de Automóveis Nacional-Socialista, precursor do Nationalsozialistische Kraftfahrkorps (Corpo de Transporte Automóvel Nacional-Socialista). A organização era responsável por coordenar a utilização dos motores disponibilizados aos membros do partido, e mais tarde utilizado para treinar os membros na condução de viaturas.

### Reichsleitere chefe da chancelaria do partido
Depois do Machtergreifung (tomada do poder pelo NSDAP) em Janeiro de 1933, o fundo de apoio passou a cobrir seguros sobre acidentes, de uma forma genérica, e de propriedade, o que levou Bormann a demitir-se da sua administração. Candidatou-se a uma transferência e foi aceite como chefe de pessoal no escritório de Rudolf Hess, o Delegado do Führer, em 1 de julho de 1933. Bormann também foi secretário pessoal de Hess entre 4 de julho de 1933 e 11 de maio de 1941. O departamento de Hess era responsável por resolver disputas dentro do partido e agir como intermediário entre o partido e o Estado no que respeitava a decisões políticas e legislação. Bormann serviu-se da sua posição para criar muita burocracia e envolver-se o mais possível nos processo de tomada de decisões. Em 10 de outubro, Hitler nomeou Bormann para Reichsleiter (líder nacional – o topo da hierarquia) do NSDAP, e, em Novembro, foi escolhido para Delegado do Reichstag. Por volta de junho de 1934, a reputação de Bormann chegou até Hitler que o aceitou no seu círculo privado, e passou a acompanhá-lo para todo o lado, fornecendo-lhe relatórios e memorandos de eventos e solicitações.

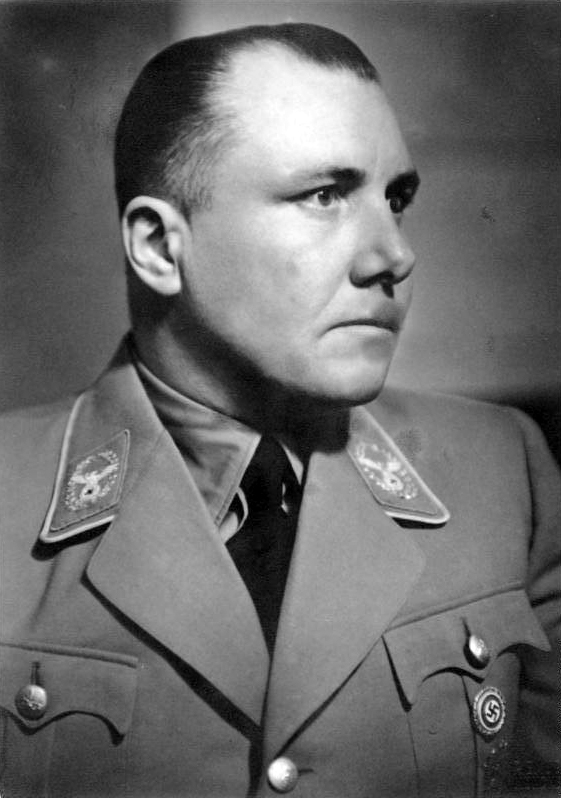
Bormann em 1939

Em 1935, Bormann foi nomeado para encarregado da obra na Berghof, a propriedade de Hitler em Obersalzberg. No início da década de 1930, Hitler comprou a residência, a qual arrendava desde 1925 para servir de retiro de férias. Depois de se tornar chanceler, Hitler elaborou um plano de expansão e remodelação da casa principal e escolheu Bormann para supervisionar a construção. Bormann também tratou da construção de casernas para os guardas das SS, estradas e caminhos, garagens para veículos motorizados, uma casa para convidados, alojamento para o pessoal e outras comodidades. Usando o seu novo cargo, Bormann adquiriu quintas vizinhas até a área total atingir os dez quilómetros quadrados. Os membros do círculo privado também construíram casas dentro da propriedade, incluindo Hermann Göring, Albert Speer e o próprio Bormann. Bormann também tratou da construção do Kehlsteinhaus (Ninho da Águia), uma casa de chá por cima da Berghof, como presente a Hitler no seu 50.º aniversário (20 de abril de 1939). Hitler poucas vezes utilizou o edifício, mas Bormann gostava de impressionar os convidados ao levá-los lá.
Enquanto Hitler se encontrava na residência de Berghof, Bormann tratava dos assuntos do Führer como secretário pessoal. Nesta função, começou a controlar o fluxo de informação e acesso a Hitler. Durante este período, Hitler entregou o controlo das suas contas pessoais a Bormann. Para além dos salários como chanceler e presidente, os rendimentos de Hitler incluíam dinheiro dos royalties do seu livro Mein Kampf, e direitos de imagem em selos. Bormann criou o Fundo de Adolf Hitler para o Comércio e Indústria Alemães, o qual recolhia dinheiro dos industriais alemães em nome de Hitler. Alguns dos fundos recebidos através deste programa eram entregues a vários líderes do partido, mas Bormann ficava com a maior parte para uso pessoal de Hitler. Bormann e outros tomavam notas sobre os pensamentos que Hitler expressava durante o jantar e em monólogos que se prolongavam pela noite dentro, e guardavam-nos. O material foi publicado depois da guerra com o título Tischgespräche im Führerhauptquartier (Conversas à mesa do Führer).
O escritório do Delegado do Führer tinha o poder de aprovação final sobre nomeações para o serviço público, e era Bormann quem revia os ficheiros pessoais e tomava as decisões sobre as nomeações. Este poder chocava com a tutela do ministro do Interior Wilhelm Frick, e era um exemplo da sobreposição de responsabilidades do regime nazi. Bormann viajava para todo o lado com Hitler, tal como para a Áustria, em 1938, depois do Anschluss (anexação da Áustria pelo regime nazi), e para a Região dos Sudetas,  após a assinatura do Acordo de Munique no final desse ano. Bormann foi escolhido para responsável da organização dos comícios de Nuremberga de 1938, um evento anual do partido de grande importância.
Hitler, de forma intencional, promovia guerras internas entre os dirigentes de topo do partido, e entre o NSDAP e o serviço público. Desta forma, fomentava a desconfiança, a competição e as lutas internas entre os seus subordinados para consolidar e maximizar o seu poder. O Führer não dava ordens por escrito; em vez disso, comunicava com eles verbalmente ou pedia a Bormann que lhes desse instruções. Desta forma, alguém que não caísse nas graças de Bormann tinha o seu acesso a Hitler cortado. Bormann mostrou-se um mestre da promoção de quezílias políticas internas. Juntamente com a sua capacidade de controlar o acesso a Hitler, isto permitiu-lhe reduzir o poder de Joseph Goebbels, Göring, Himmler, Alfred Rosenberg, Robert Ley, Hans Frank, Speer e outros alta-patentes, muitas dos quais se tornaram seus inimigos. Esta ambição implacável para o poder, influências e favorecimentos a Hitler, tornou-se uma característica internado Terceiro Reich.
À medida que a Segunda Guerra Mundial avançava, a atenção de Hitler focava-se nos assuntos internacionais e na conduta da guerra, desprezando tudo o resto. Hess, não directamente ligado àquelas questões, foi ficando cada vez mais à margem dos assuntos da nação e da atenção do próprio Hitler; Bormann tinha conseguido, com sucesso, suplantar Hess em muitas das suas responsabilidades e usurpar a sua posição ao lado de Hitler. Hess estava preocupado com o facto da Alemanha poder vir a enfrentar duas frentes durante a guerra à medida que ia sendo elaborado o plano para a Operação Barbarossa, a invasão da União Soviética  prevista para o final do ano. Hess embarcou sozinho num avião para o Reino Unido em 10 de maio de 1941 para propor ao governo britânico uma negociação de paz. Acabou por ser detido à chegada e passou o resto da guerra como prisioneiro dos britânicos, e, durante os Julgamentos  Nuremberga, foi condenado a prisão perpétua por crimes de guerra, em 1946. Mais tarde, Speer referiu que Hitler descreveu a partida de Hess como um dos maiores desgostos da sua vida, pois considerou a acção como uma traição pessoal. Hitler deu ordens a Hess para ser fuzilado, caso regressasse à Alemanha, e aboliu o posto de Delegado do Führer em 12 de maio de 1941, passando as funções de Hess para Bormann, com a designação de Chefe doParteikanzlei (Chancelaria do Partido). Nesta posição, ele seria o responsável por todas as nomeações do NSDAP, e apenas respondia a Hitler. Os membros mais próximos começaram a apelidá-lo, nas suas costas, de "Eminência Castanha".

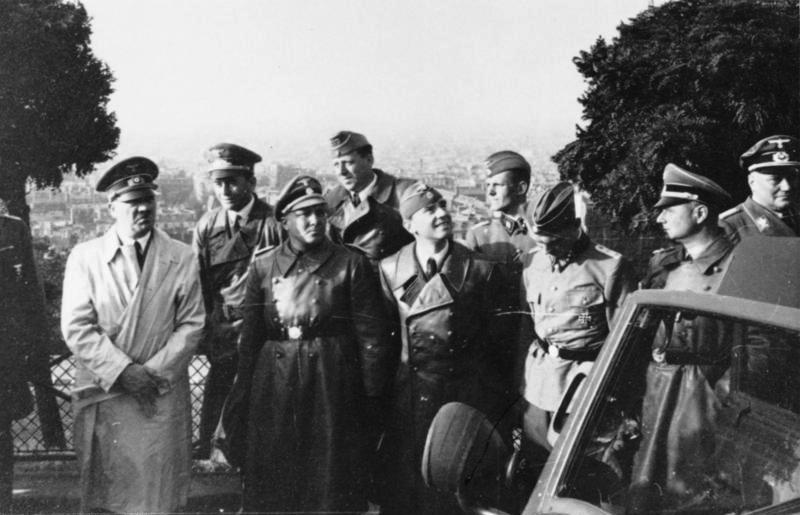
Bormann (do lado esquerdo de Hitler) em Paris. Junho de 1940

O poder e o alcance efectivo de Bormann cresceram consideravelmente durante a guerra. No início de 1943, a guerra deu origem a uma crise no emprego junto do regime. Hitler criou uma comissão de três homens com representantes do Estado, do Exército e do Partido, numa tentativa de centralizar o controlo da economia de guerra. Os membros da comissão eram Hans Lammers (chefe da Chancelaria do Reich), marechal-de-campo Wilhelm Keitel, chefe do Oberkommando der Wehrmacht (Alto-Comando das Forças Armadas; OKW), e Bormann, que controlava o Partido. A comissão tinha o papel de propor medidas, independentemente dos desejos dos diferentes ministérios, com Hitler a reservar para si a última palavra. A comissão, conhecida como Dreierausschuß (Comissão de Três), reuniu-se onze vezes entre janeiro e agosto de 1943. Porém,  esbarraram com a resistência dos ministros dos gabinetes de Hitler, que construíram toda uma esfera de influências e foram excluídos da comissão.Reagindo a este muro de influências, que viam como uma ameaça ao seu poder, Goebbels, Göring e Speer trabalharam juntos para o derrubar. O resultado foi o impasse e nada se alteraria e, desta forma, a Comissão de Três tornar-se-ia irrelevante em setembro de 1943.

### Campanha contra igreja
Apesar de o Artigo 24 do programa do NSDAP defendesse a tolerância condicional dos conceitos cristãos, e de se ter assinado um tratado -Reichskonkordat (Concordata do Reich)- com o Vaticano em 1933, pretendendo garantir a liberdade religiosa aos católicos, Hitler acreditava que a religião era incompatível com o Nacional-Socialismo. Bormann, que era um acérrimo anti-cristão, concordava; em 1941 afirmou publicamente que o "Nacional-Socialismo e a Cristandade são irreconciliáveis." Fora da esfera política, Hitler pretendia adiar a eliminação das igrejas cristãs para depois da guerra. No entanto, as suas repetidas afirmações hostis contra a igreja indicavam aos seus subordinados que a continuação da Kirchenkampf (luta da igreja) seria tolerada e até encorajada.
Bormann foi um dos principais proponentes da perseguição às igrejas cristâs. Em fevereiro de 1937, emitiu uma ordem a qual estabelecia que os membros do clero não podiam ser admitidos no NSDAP. No ano seguinte, nova instrução para que qualquer membro do clero que tivesse em sua posse escritórios do partido deviam ser demitidos, e que algum membro do partido que estivesse a considerar entrar para o clero devia deixar de pertencer ao partido. Apesar de as tentativas de Bormann para encerrar os departamentos teológicos nas universidades do Reich terem fracassado, ainda assim conseguiu reduzir a a instrução religiosa leccionada nas escolas públicas para duas horas semanais, e retirar os crucifixos das salas de aulas. Speer regista nas suas memórias que enquanto preparava os planos para a Welthauptstadt Germania, a reconstrução programada de Berlim, Bormann disse-lhe que as igrejas não seriam incluídas na nova cidades.
Parte integrante da campanha contra a Igreja Católica foi a confiscação de centenas de mosteiros na Alemanha e Áustria pela Gestapo, sendo os seus ocupantes expulsos. Em 1941, o bispo católico de Münster, August von Galen, protestou publicamente contra esta perseguição e contra a  Aktion T4, o programa de eutanásia não-voluntária na qual os cidadãos com problemas mentais ou físicos, e doenças incuráveis, seriam mortos. Numa série de sermões que chamaram a atenção internacional, o bispo criticou a ilegalidade e a imoralidade do programa. Os seus sermões originaram um movimento de protesto entre os líderes clericais, que resultou no mais forte protesto contra a política nazi até à data. Bormann e outros exigiram que Galen fosse enforcado, mas Hitler e Goebbels eram da opinião de que a morte de Galen faria dele um mártir e originaria novos protestos. Hitler decidiu que seria um assunto a tratar depois da guerra.

### Secretário pessoal de Hitler
Preocupado com assuntos militares e a passar a maior parte do seu tempo no seu quartel-general na frente leste, Hitler passou a apoiar-se cada vez mais em Bormann para que este tratasse dos assuntos internos do país. A 12 de abril de 1943, Hitler nomeou oficialmente Bormann como Secretário Pessoal do Führer. Por esta altura Bormann tinha, de facto, o controlo sobre todas questões internas, e esta nova nomeação deu-lhe o poder para agir, de forma oficial, sobre qualquer assunto.

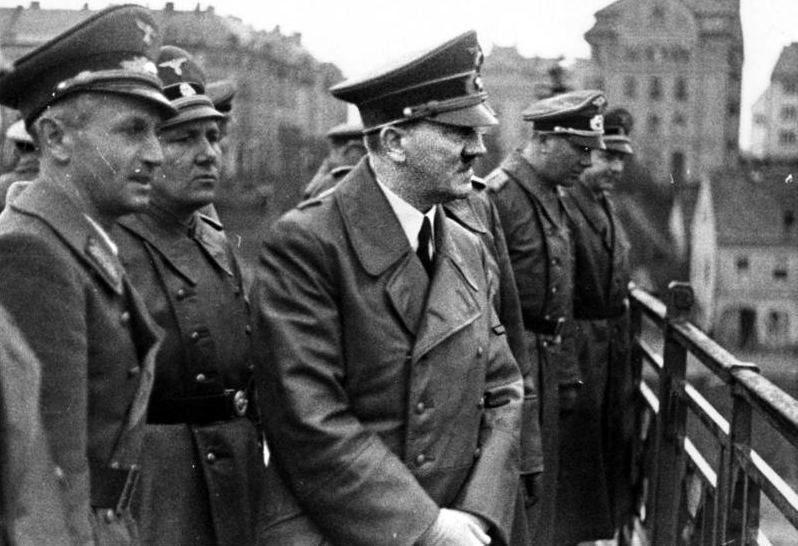
Bormann (à direita atrás de Hitler) no Ponte Velha (Maribor), Eslovénia. Abril de 1941

Bormann defendeu sempre a utilização de medidas extremamente duras e radicais quando se tratava dos judeus, dos povos dos países conquistados a leste e prisioneiros de guerra. Em 31 de maio de 1941, assinou um decreto a a alargar o âmbito das Leis de Nuremberga de 1935 aos territórios anexados no Leste. Depois disso, assinou o decreto de 9 de outubro de 1942 estabelecendo que a Solução final na Grande Alemanha já não podia ser resolvida recorrendo à emigração, mas apenas através do uso de "força implacável nos campos especiais do Leste", ou seja, exterminação nos campos de morte nazis. Outro decreto, assinado por Bormann em 1 de julho de 1943, atribuiu a Adolf Eichmann poderes absolutos sobre os judeus, que agora passavam para a exclusiva jurisdição da Gestapo. O historiador Richard J. Evans estima que terão sido exterminados entre 5,5 e 6 milhões de judeus (cerca de dois terços da população judaica na Europa) pelo regime nazi.
Sabendo que Hitler via os eslavos como uma raça inferior, Bormann opôs-se à introdução da lei criminal alemã nos territórios orientais conquistados. Depois de mover algumas influência, Bormann conseguiu a separação do código penal que implementava  a lei marcial para os cidadãos judeus e polacos daquelas áreas. O "Édito sobre as Práticas da Lei Criminal contra os Polacos e Judeus nos Territórios Incorporados a Leste", promulgado em 4 de dezembro de 1941, permitia punições corporais pelas ofensas mais triviais.
Bormann apoiava a linha mais dura sugerida por Erich Koch, Reichskommissar no Reichskommissariat Ukraine, no tratamento brutal do povo eslavo. Alfred Rosenberg, chefe do Ministério do Reich para os Territórios Ocupados a Leste, era a favor de uma política mais moderada. Depois de percorrer várias quintas coletivas na zona de Vinnytsia, Ucrânia, Bormann ficou preocupado com a saúde e a boa condição física da população, pois podiam constituir um perigo para o regime. Depois de trocar ideias com Hitler, emitiu uma directiva política a Rosenberg em que se lia:
Os eslavos foram feitos para trabalhar para nós. Se não precisarmos deles, podem morrer. A fertilidade dos eslavos não é desejável. Em relação à comida, apenas têm a necessária. Nós é que mandamos; nós é que chegámos primeiro. 
Bormann e Himmler partilhavam responsabilidades nas Volkssturm (milícias do povo), a qual recrutou todos os homens capazes entre os 16 e os 60 anos de idade para uma milícia de último recurso criada em 18 de outubro de 1944. Mal equipados e treinados, os homens foram enviados para lutar na frente leste, onde quase 175 000 foram mortos sem qualquer impacto no avanço soviético.

### Últimos dias em Berlim
Hitler transferiu o seu quartel-general para o Führerbunker em Berlim em 16 de janeiro de 1945, onde ele (juntamente com Bormann, a sua secretária Else Krüger e outros) ficaram até ao fim de abril. O Führerbunker ficava situado debaixo do jardim da Chancelaria do Reich, no centro da cidade. A Batalha de Berlim, a última grande ofensiva soviética na guerra, começou a 16 de abril de 1945. A 19 de abril, o Exército Vermelho começou a cercar a cidade e, no dia seguinte, 20 de abril, no seu 56.º aniversário, Hitler fez a última aparição à superfície. No jardim arruinado da Chancelaria do Reich, entregou a Cruz de Ferro a vários jovens soldados da Juventude Hitleriana. Nessa tarde, Berlim foi bombardeada pela artilharia soviética pela primeira vez. Em 23 de abril, Albert Bormann deixou o bunker e viajou para Obersalzberg. Ele e outros membros tinham recebido ordens de Hitler para deixarem Berlim.
Às primeiras horas de 29 de abril de 1945, Wilhelm Burgdorf, Goebbels, Hans Krebs e Bormann testemunharam, e assinaram, o testamento de Hitler. Bormann foi nomeado executor da propriedade. Nessa mesma noite, Hitler casou com Eva Braun numa cerimônia civil.
À medida que as forças soviéticas avançavam até ao centro de Berlim, Hitler e Braun suicidaram-se na tarde de 30 de abril. Braun tomou cianeto e Hitler matou-se com uma pistola. De acordo com as instruções de Hitler, os seus corpos foram levados para o jardim da Chancelaria e queimados. Segundo os últimos desejos do Führer, Bormann foi designado para Ministro do Partido, confirmando, assim, a sua posição de Secretário-Geral do Partido. O almirante Karl Dönitz foi nomeado como o novo Reichspräsident (presidente da Alemanha) e Goebbels chefe de governo e Chanceler da Alemanha. Goebbels e a sua esposa Magda suicidaram-se mais tarde, nesse dia.
No dia 2 de maio, a batalha por Berlim terminou quando o general de artilharia Helmuth Weidling, o comandante da Área de Defesa de Berlim, se rendeu incondicionalmente, entregando a cidade ao general Vassili Chuikov, o comandante do 8.º Exército de Guardas soviético.

## Morte, rumores de sobrevivência e descoberta de restos mortais

### Morte de Bormann segundo Axmann
Por volta das onze horas do dia 1 de maio, Bormann saiu do Führerbunker com o médico das SS, Ludwig Stumpfegger, o líder da Juventude Hitleriana, Artur Axmann, e o piloto de  Hitler, Hans Baur, para tentarem fugir ao cerco soviético. Bormann levou consigo uma cópia do testamento de Hitler. O grupo deixou o Führerbunker e foi a pé pelo túnel do U-Bahn para a estação de Friedrichstraße . Alguns membros do partido tentaram atravessar o rio Spree na Ponte de Weidendammer, enquanto se escondiam atrás de um tanque Tiger. O tanque foi atingido pela artilharia soviética e destruído, deitando Bormann e Stumpfegger ao chão. Bormann, Stumpfegger, e outros nazis, acabaram por atravessar o rio na sua terceira tentativa. Bormann, Stumpfegger e Axmann foram pelos carris dos comboios até à estação de Lehrter, onde Axmann decidiu deixar o grupo e seguir na direcção oposta. Quando encontrou uma patrulha do Exército Vermelho, Axmann voltou para trás. Viu dois corpos que, mais tarde, identificou como sendo os de Bormann e Stumpfegger, numa ponte perto do entroncamento ferroviário. Axmann afirmou não ter tido tempo para os examinar com cuidado, não sabendo, assim como tinham morrido. Como os soviéticos nunca admitiram ter encontrado o corpo de Bormann, o seu destino permaneceu um mistério durante muitos anos.

### Julgado em Nurembergin absentia
Durante os dias caóticos que se seguiram à guerra, começaram a chegar relatos contraditórios sobre o paradeiro de Bormann. Teria sido visto na Argentina, Espanha e em outros locais. A esposa de Bormann foi colocada sob vigilância no caso de o tentar contactar. Jakob Glas, o motorista de Bormann, insistiu em ter visto Bormann em Munique em julho de 1946. Caso Bormann estivesse vivo, foram emitidas várias notícias sobre os julgamentos que teriam lugar em Nuremberg, via rádio e imprensa, em outubro e novembro de 1945, para o notificar das acusações contra ele.
O julgamento teve início a 20 de novembro de 1945. À falta de evidências sobre a morte de Bormann, o Tribunal Militar Internacional julgou-o in absentia, tal como permitido pelo artigo 12 dos seus regulamentos. Foi acusado de três crimes: conspiração para desencadear uma guerra de agressão, crimes de guerra e crimes contra a humanidade. A acusação esteve a cargo do tenente Thomas F. Lambert Jr., e a sua defesa ao Dr. Friedrich Bergold. A acusação afirmou que Bormann participou no planeamento e na elaboração de legislação anti-semita estabelecida pelo regime nazi. Bergold não conseguiu convencer o júri de que Bormann não podia ser condenado pois já se encontrava morto. Devido à natureza sombria das atividades de Bormann, Bergold não foi capaz de refutar os argumentos da acusação em relação à extensão do seu envolvimento nas decisões do regime. Bormann foi condenado por crimes de guerra, crimes contra a humanidade e absolvido de conspiração para travar uma guerra de agressão. Em 15 de outubro de 1946, foi condenado à morte por enforcamento, com a condição de, se no futuro fosse encontrado com vida, e se surgissem novos factos, estes podiam ser tomados em consideração para reduzir a pena ou mesmo anulá-la.

### Descoberta de restos mortais
Nos anos seguintes, várias organizações, incluindo a CIA e o governo da Alemanha Ocidental, tentaram localizar Bormann sem sucesso. Em 1964, o governo da Alemanha Ocidental ofereceu uma recompensa de 100 000 marcos por qualquer informação que levasse à captura de Bormann. Por todo o mundo começaram a aparecer relatos da presença de Bormann, incluindo a Austrália, Dinamarca, Itália e América do Sul. Na sua auto-biografia, o oficial de informações nazi Reinhard Gehlen afirmava que Bormann tinha sido um espião soviético, e que tinha escapado para Moscou. O caçador de nazis Simon Wiesenthal acreditava que Bormann vivia na América do Sul. Em 1971, o governo da Alemanha Ocidental declarou que a busca por Bormann tinha cessado.
Em 1963, um funcionário dos correios reformado chamado Albert Krumnow disse à polícia que, no dia 8 de maio de 1945, os soviéticos tinham-lhe ordenado, e a outros seus colegas, para enterrarem os dois corpos encontrados próximo da ponte ferroviária da estação de Lehrter. Um estava vestido com o uniforme da Wehrmacht e o outro apenas com a roupa interior. O colega de Krumnow, Wagenpfohl, encontrou um livro de pagamentos de médico das SS no segundo corpo identificado como Dr. Ludwig Stumpfegger. Entregou o livro ao seu chefe, Berndt, que, por sua vez, o entregou aos soviéticos, que o destruíram. Ele escreveu à mulher de Stumpfegger em 14 de agosto de 1945, e disse-lhe que o corpo do seu marido estava "... enterrado com os corpos de outros soldados mortos no terreno de Alpendorf, em Berlin NW 40, Invalidenstrasse 63."
As escavações realizadas em 20–21 de julho de 1965, no local especificado por Axmann e Krumnow, foram infrutíferas. No entanto, a 7 de dezembro de 1972, trabalhadores que ali realizavam obras descobriram restos humanos perto da estação de Lehrter, em Berlim Oeste, a apenas 12 m do local especificado por Krumnow. Durante a autópsia foram encontrados fragmentos de vidro nas mandíbulas de ambos os esqueletos, sugerindo que ambos os homens teriam ingerido ampolas de cianeto para evitarem a captura vivos. Registos dentários—reconstruidos de memória em 1945 pelo Dr. Hugo Blaschke—identificaram que um dos esqueletos era o de Bormann, e o dano na clavícula era consistente com a queda de um cavalo em 1939, relatada pelos seus filhos. Médicos forenses determinaram que o tamanho do esqueleto e a forma do crânio eram semelhantes aos de Bormann. Da mesma forma, o segundo esqueleto foi considerado como sendo o de Stumpfegger pois tinha o mesmo comprimento das suas últimas proporções conhecidas. Fotografias compostas, onde as imagens dos crânios eram sobrepostas às fotografias às faces dos homens, eram completamente congruentes. A reconstrução facial foi realizada no início de 1973 em ambos os homens para confirmar a identidade de ambos os corpos. Pouco depois, o governo da Alemanha Ocidental declarou que Bormann estava morto. A família não foi autorizada a cremar o corpo, pos poderia ser necessário novo exame forense.
Os restos mortais foram, definitivamente, identificados como sendo os de Bormann, em 1998, quando as autoridades alemãs ordenaram a realização de testes genéticos a fragmentos do crânio. O teste foi liderado por Wolfgang Eisenmenger, Professor de Ciência Forense na Universidade de Munique. Os testes com o recurso a ADN de um dos seus familiares, identificou o crânio como sendo o de Bormann. Os restos de Bormann foram cremados e as cinzas foram espalhadas no mar Báltico em 16 de agosto de 1999.

## Família
Em 2 de setembro de 1929, Bormann casou com Gerda Buch de 19 anos de idade, cujo pai, o major Walter Buch, teve o cargo de presidente da Untersuchung und Schlichtungs-Ausschuss (USCHLA; Comissão de Investigação e Intermediação), responsável pela intermediação de disputas dentro do partido. Hitler visitava frequentemente a casa dos Buch, e foi ali que Bormann o conheceu. Hess e Hitler foram testemunhas do seu casamento. Bormann também teve várias amantes, incluindo Manja Behrens, uma actriz.
Os filhos de Martin e Gerda Bormann eram:
- Martin Adolf Bormann (14 de abril de 1930 – 11 de março de 2013[122]); chamado de Krönzi ("príncipe");[123] Adolf como o seu padrinho.[124]
- Ilse Bormann (nascida a 9 de julho de 1931, morreu em 1958); Ilse como a sua madrina, Ilse Hess.[125] Depois do voo de Hess para a Escócia, o nome mudou para Eike.[126] A irmã gémea, Ehrengard, morreu pouco tempo após o nascimento.[117]
- Irmgard Bormann (nascida a 25 de julho de 1933).[117]
- Rudolf Gerhard Bormann (nascido a 31 de agosto de 1934; Rudolf como o seu padrinho). Depois do voo de Hess para a Escócia, o nome mudou para Helmut.[117][126]
- Heinrich Hugo Bormann (nascido a 13 de junho de 1936; Heinrich como o seu padrinho Heinrich Himmler).[117]
- Eva Ute Bormann (nascido a 4 de agosto de 1938).[117]
- Gerda Bormann (nascido a 23 de Outubro de 1940).[117]
- Fred Hartmut Bormann (nascido a 4 de Março de 1942).[117]
- Volker Bormann (nascido a 18 de setembro de 1943, morreu em 1946).[117]

Gerda Bormann e as crianças fugiram de Obersalzberg para Itália no dia 25 de abril de 1945 depois de um ataque aéreo dos Aliados, e ela faleceu de cancro em 26 de abril de 1946, em Merano, Itália. Os filhos de Bormann sobreviveram à guerra e foram viver com uma família de acolhimento. O filho mais velho, Martin, foi ordenado padre católico e trabalhou em África como missionário. Depois, deixou o clero e casou.

## Prémios e condecorações nazis
- Medalha da Frontbann (1932)[117]
- Medalha de Ouro do Partido (1934)[117]
- Medalha dos Jogos Olímpicos Primeira Classe (1936)[117]
- Medalha de Honra da Velha Guarda[117]
- Anel de Honra das SS (1937)[117]
- Sabre de Honra das SS do Reichsführer-SS (1937)[117]
- Ordem do Sangue (medalha em memória do Putsch da Cervejaria) (1938)[117]
- Medalha de Longo Serviço do Partido Nazi em bronze e prata[117]
- Grande Oficial e Cavaleiro da Grã-Cruz da Ordem da Coroa da Itália[117]

## Curiosidades
Foi Martin Bormann quem deu a cadela Blondi, da raça pastor alemão a Adolf Hitler, como um presente, e que ficou com ele até o dia de sua morte, sendo morta minutos antes, provavelmente por envenenamento.